# دونا فلويد
دونا فلويد (بالإنجليزية: Donna Floyd)‏ مواليد 14 أكتوبر 1940 في أتلانتا، هي لاعبة كرة مضرب أمريكية. هي إحدى بطلات الجراند سلام.

## النهائيات

### الزوجي
الوصافة
| السنة | البطولة                     | الشريك       | المنافس                      | النتيجة       |
| 1967  | بطولة أمريكا المفتوحة للتنس | ماري آن إيسل | روزماري كاسالس بيلي جين كينغ | 6–4, 3–6, 4–6 |

### الزوجي المختلط
اللقب
| السنة | البطولة                     | الشريك        | المنافس                       | النتيجة  |
| 1966  | بطولة أمريكا المفتوحة للتنس | أوين ديفيدسون | كارول هانكس أوكامب إد روبينوف | 6–1, 6–3 |

## روابط خارجية
- دونا فلويد على موقع رابطة محترفات التنس (الإنجليزية)
- دونا فلويد على موقع الاتحاد الدولي لكرة المضرب (الإنجليزية)
- دونا فلويد على موقع كأس بيلي جين كينغ (الإنجليزية)
- دونا فلويد على موقع بطولة ويمبلدون (الإنجليزية)
- دونا فلويد على موقع خلاصة التنس.كوم (الإنجليزية)
- دونا فلويد على موقع قاعة فرجينيا للمشاهير الرياضية (الإنجليزية)